# Ellinah Wamukoya

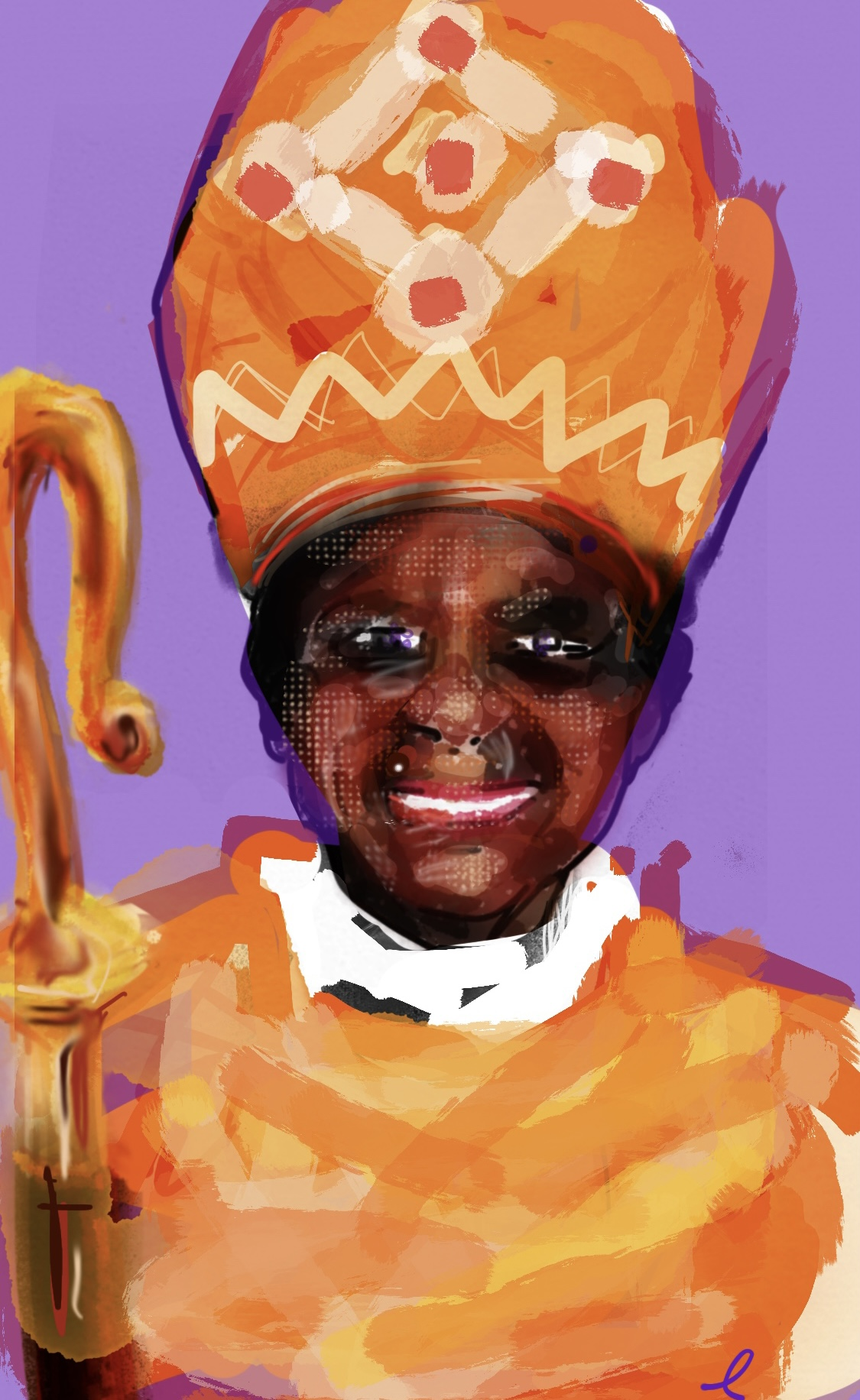
Grafische Darstellung der Bischöfin

Ellinah Ntombi Wamukoya (* 1951; † 19. Januar 2021) war eine eswatinische anglikanische Bischöfin der Anglican Church of Southern Africa.

## Leben
Wamukoya studierte anglikanische Theologie an der National University of Lesotho. Sie erwarb einen Master in Stadt- und Regionalplanung. Ihren Bachelor in Geographie und Afrikaans machte sie an der University of Botswana.
An der University of Swaziland und an der St. Michael’s High School in Manzini war sie als Kaplanin tätig. Zugleich arbeitete sie als town clerk der Stadt Manzini.
Am 17. November 2012 wurde sie durch den anglikanischen Erzbischof Thabo Makgoba in der Diözese Swasiland als erste anglikanische Bischöfin Afrikas geweiht. Sie engagierte sich jahrelang für den Umweltschutz im Anglican Communion Environmental Network.
Die BBC zählte sie 2016 zu den 100 einflussreichsten Frauen der Welt.
Ellinah Wamukoya starb am 19. Januar 2021 im Alter von 69 Jahren an einer COVID-19-Erkrankung. Sie hinterließ ihren Ehemann Okwaro Henry sowie vier Kinder.